# 高新波
高新波（1972年8月—），男，山东济南人，中华人民共和国政治人物、教授、博士生导师、第十四届全国政协委员。曾任重庆邮电大学党委副书记、校长等职。现任西安电子科技大学校长、党委副书记。